# لیان لاهاواس
لیان لاهاواس (۲۳ آگوست ۱۹۸۹ لندن) خواننده بریتانیایی است. پدر یونانی و مادر جامائیکایی‌اش صدا و استعداد او را در موسیقی، از کودکی پیدا کردند و او در یازده سالگی اولین آهنگ‌اش را ساخت.
او در سال ۲۰۱۲ نامزد جایزه نظرسنجی صدای سال بی‌بی‌سی شد. آلبوم او به اسم«عشق تو چنان‌که باید، بزرگ هست؟» به عنوان آلبوم سال ۲۰۱۲ آی‌تیونز شناخته شد. او نامزد جایزه موسیقی مرکوری هم شده‌است.

## جایزه‌ها
| سال  | موسسه               | جایزه        | نام                               | نتیجه    |
| ---- | ------------------- | ------------ | --------------------------------- | -------- |
| ۲۰۱۱ | BBC Sound of...     | صدای ۲۰۱۲    | لیان لاهاواس                      | نامزدشده |
| ۲۰۱۲ | Barclaycard         | جایزه مرکوری | آیا عشقت به اندازه کافی بزرگ است؟ | نامزدشده |
| ۲۰۱۲ | iTunes Best of 2012 | آلبوم سال    | آیا عشقت به اندازه کافی بزرگ است؟ | برنده    |

## تورها و کنسرت‌ها
- آیا عشقت به اندازه کافی بزرگ است؟ ۱۳-۲۰۱۲